# 塩座
塩座（しおざ）とは中世日本において塩・塩合物（塩魚・塩干物）を扱った塩商人による座。
京都には瀬戸内海から淀の魚市場を経由して入ってくる塩を扱う淀魚市塩座があり、西園寺家を本所と仰ぎ石清水八幡宮の神人も加わっていた。また、淀から入手した塩や塩合物を扱う山城西岡の塩合物西座も同様の保護を受けていた。更に洛中では淀などから塩を仕入れて販売していた東坊城家を本所と仰ぐ六人百姓塩座、若狭や伊勢方面から近江を経由する塩を扱う粟津供御人や保内商人の塩座もあった。奈良には木津川を経由する木津座と堺方面から大和国平群郡などの陸路を経由する奈良座があり、興福寺大乗院（正確には別院の正願院（現在の正暦寺））を本所としていたが、同寺の一乗院にも公事銭の一部（1/4）を治めていた。後に塩問屋からなる塩本座と振売行商からなる（塩）シタミ座に分化した。